# Lepidonotopodium fimbriatum
Lepidonotopodium fimbriatum är en ringmaskart som beskrevs av Pettibone 1983. Lepidonotopodium fimbriatum ingår i släktet Lepidonotopodium och familjen Polynoidae. Inga underarter finns listade i Catalogue of Life.